# Herkules' Søjler
Herkules' Søjler er et antikt navn for to højder på hver sin side af Gibraltarstrædet. Den ene er Gibraltar-klippen og den anden er Monte Hacho (Abila) i Afrika (alternativt Jebel Musa, der er noget højere og ligger godt 10 km længere mod vest). De to er navngivet efter den græske sagnhelt Herkules. 
Efter sagnet var de rejst af Herkules. Sagnet vil vide, at Herkules, da han skulle hjem til Grækenland fra sin vandring, tog fat i klipperne og pressede dem fra hinanden, så han kunne komme ind i Middelhavet.
Søjlerne skulle efter myten oprindeligt have båret påskriften Nec Plus Ultra eller Non Plus Ultra, "der er intet udenfor" – altså en advarsel til søfarende om ikke at bevæge sig ud i Atlanterhavet. Efter opdagelsen af Amerika benyttes søjlerne med mottoet Plus Ultra "der er mere udenfor" i det spanske kongevåben.
- Wikimedia Commons har flere filer relateret til Herkules' Søjler

| Mytologi | Spire Denne artikel om mytologi er en spire som bør udbygges. Du er velkommen til at hjælpe Wikipedia ved at udvide den. |

36°00′N 5°21′V / 36°N 5.35°V